# Snow-board la Jocurile Olimpice de iarnă din 2022 - Half-pipe (masculin)
Proba de snow-board half-pipe masculin de la Jocurile Olimpice de iarnă din 2022 de la Beijing, China a avut loc pe 9 și 11 februarie 2022 la Big Air Shougang.

## Program
Orele sunt orele Chinei (ora României + 6 ore).
| Dată         | Ora                              | Rundă                                        |
| ------------ | -------------------------------- | -------------------------------------------- |
| 9 februarie  | 12:30-13:19 13:21-14:10          | Calificări cursa 1 Calificări cursa 2        |
| 11 februarie | 9:30-9:55 9:57-10:22 10:24-10:49 | Finala cursa 1 Finala cursa 2 Finala cursa 3 |

## Rezultate calificări
C — Calificat pentru finală
Primii 12 sportivi s-au calificat în finală.
| Loc | Nr. de concurs | Ordine | Nume             | Țară                       | Manșa 1 | Manșa 2 | Cel mai bun rezultat | Note |
| --- | -------------- | ------ | ---------------- | -------------------------- | ------- | ------- | -------------------- | ---- |
| 1   | 3              | 1      | Ayumu Hirano     | Japonia                    | 87,25   | 93,25   | 93,25                | C    |
| 2   | 2              | 4      | Scotty James     | Australia                  | 88,25   | 91,25   | 91,25                | C    |
| 3   | 5              | 2      | Ruka Hirano      | Japonia                    | 80,75   | 87,00   | 87,00                | C    |
| 4   | 9              | 23     | Shaun White      | Statele Unite ale Americii | 24,25   | 86,25   | 86,25                | C    |
| 5   | 14             | 9      | Valentino Guseli | Australia                  | 31,75   | 85,75   | 85,75                | C    |
| 6   | 1              | 3      | Yūto Totsuka     | Japonia                    | 84,50   | 12,00   | 84,50                | C    |
| 7   | 8              | 20     | Taylor Gold      | Statele Unite ale Americii | 81,25   | 83,50   | 83,50                | C    |
| 8   | 4              | 5      | Jan Scherrer     | Elveția                    | 73,50   | 79,25   | 79,25                | C    |
| 9   | 13             | 11     | Kaishu Hirano    | Japonia                    | 74,75   | 77,25   | 77,25                | C    |
| 10  | 6              | 16     | André Höflich    | Germania                   | 75,00   | 17,75   | 75,00                | C    |
| 11  | 7              | 19     | Patrick Burgener | Elveția                    | 70,75   | 73,00   | 73,00                | C    |
| 12  | 11             | 25     | Chase Josey      | Statele Unite ale Americii | 15,75   | 69,50   | 69,50                | C    |
| 13  | 19             | 15     | Louie Vito       | Italia                     | 60,25   | 3,25    | 60,25                |      |
| 14  | 21             | 7      | Gu Ao            | China                      | 50,25   | 58,50   | 58,50                |      |
| 15  | 16             | 17     | Seamus O'Connor  | Irlanda                    | 57,00   | 10,25   | 57,00                |      |
| 16  | 22             | 18     | Fan Xiaobing     | China                      | 39,00   | 44,00   | 44,00                |      |
| 17  | 12             | 14     | Lucas Foster     | Statele Unite ale Americii | 42,00   | 21,50   | 42,00                |      |
| 18  | 25             | 8      | Lee Chae-un      | Coreea de Sud              | 26,00   | 35,00   | 35,00                |      |
| 19  | 23             | 21     | Lorenzo Gennero  | Italia                     | 34,75   | 2,00    | 34,75                |      |
| 20  | 17             | 13     | Liam Tourki      | Franța                     | 25,50   | 11,50   | 25,50                |      |
| 21  | 15             | 22     | Wang Ziyang      | China                      | 20,25   | 7,50    | 20,25                |      |
| 22  | 18             | 10     | Tit Štante       | Slovenia                   | 18,25   | 5,75    | 18,25                |      |
| 23  | 20             | 12     | Liam Gill        | Canada                     | 16,75   | 15,50   | 16,75                |      |
| 24  | 10             | 24     | David Hablützel  | Elveția                    | 15,50   | 14,00   | 15,50                |      |
| 25  | 24             | 6      | Gao Hongbo       | China                      | 15,00   | DNS     | 15,00                |      |

## Rezultate finală
| Loc | Nr. de concurs | Țară | Nume             | Țară                       | Manșa 1 | Manșa 2 | Manșa 3 | Cel mai bun rezultat | Note |
| --- | -------------- | ---- | ---------------- | -------------------------- | ------- | ------- | ------- | -------------------- | ---- |
| 1   | 3              | 12   | Ayumu Hirano     | Japonia                    | 33,75   | 91,75   | 96,00   | 96,00                |      |
| 2   | 2              | 11   | Scotty James     | Australia                  | 16,50   | 92,50   | 47,75   | 92,50                |      |
| 3   | 4              | 5    | Jan Scherrer     | Elveția                    | 70,50   | 87,25   | 7,50    | 87,25                |      |
| 4   | 9              | 9    | Shaun White      | Statele Unite ale Americii | 72,00   | 85,00   | 14,75   | 85,00                |      |
| 5   | 8              | 6    | Taylor Gold      | Statele Unite ale Americii | 81,75   | 25,00   | 20,00   | 81,75                |      |
| 6   | 14             | 8    | Valentino Guseli | Australia                  | 75,75   | 79,75   | 79,75   | 79,75                |      |
| 7   | 11             | 1    | Chase Josey      | Statele Unite ale Americii | 62,50   | 23,00   | 79,50   | 79,50                |      |
| 8   | 6              | 3    | André Höflich    | Germania                   | 13,25   | 76,00   | 50,00   | 76,00                |      |
| 9   | 13             | 4    | Kaishu Hirano    | Japonia                    | 75,50   | 37,75   | 15,75   | 75,50                |      |
| 10  | 1              | 7    | Yūto Totsuka     | Japonia                    | 62,00   | 69,75   | 26,50   | 69,75                |      |
| 11  | 7              | 2    | Patrick Burgener | Elveția                    | 54,50   | 5,75    | 69,50   | 69,50                |      |
| 12  | 5              | 10   | Ruka Hirano      | Japonia                    | 13,00   | 11,75   | 9,25    | 13,00                |      |